# Era Oculta
Era Oculta (englisch Hidden Era) ist ein Spielfilm von Carlos Vargas. Er handelt von dem Künstler Phambi und spielt in Maputo und Matola in Mosambik. Der Film ist eine deutsch-mosambikanisch-kolumbianische Koproduktion und erscheint im Jahr 2024. Der Film wird auf dem Tribeca Film Festival 2024 seine Premiere feiern.  

## Handlung
Phambi ist ein talentierter Maler, der der Rastafari Community angehört. Er kämpft damit, seinen Lebensunterhalt und die Unterstützung seines Sohnes Ixon mit dem Verkauf seiner Werke zu sichern. Ixon ist wiederholt von einem Schulverweis bedroht, da die Zahlungen von seinem Vater nicht pünktlich erbracht werden können. Phambis künstlerische Reise wird zu einer spannenden Erzählung, die die Herausforderungen von Künstlern der Kunstszene Mosambiks verdeutlichen. Phambis Werke werden entscheidend durch die Zusammenarbeit mit den jungen Frauen Paula und Ednora beeinflusst. Paula und Ednora posieren für Phambi und verleihen seinen Werken Tiefe. Die Zusammenarbeit zwischen den dreien macht den kollaborativen Sinn in der künstlerischen Gemeinschaft deutlich und bringt die unterschiedlichen Verständnisse der Rolle von Frauen in der mosambikanischen Gesellschaft in den Film ein. 

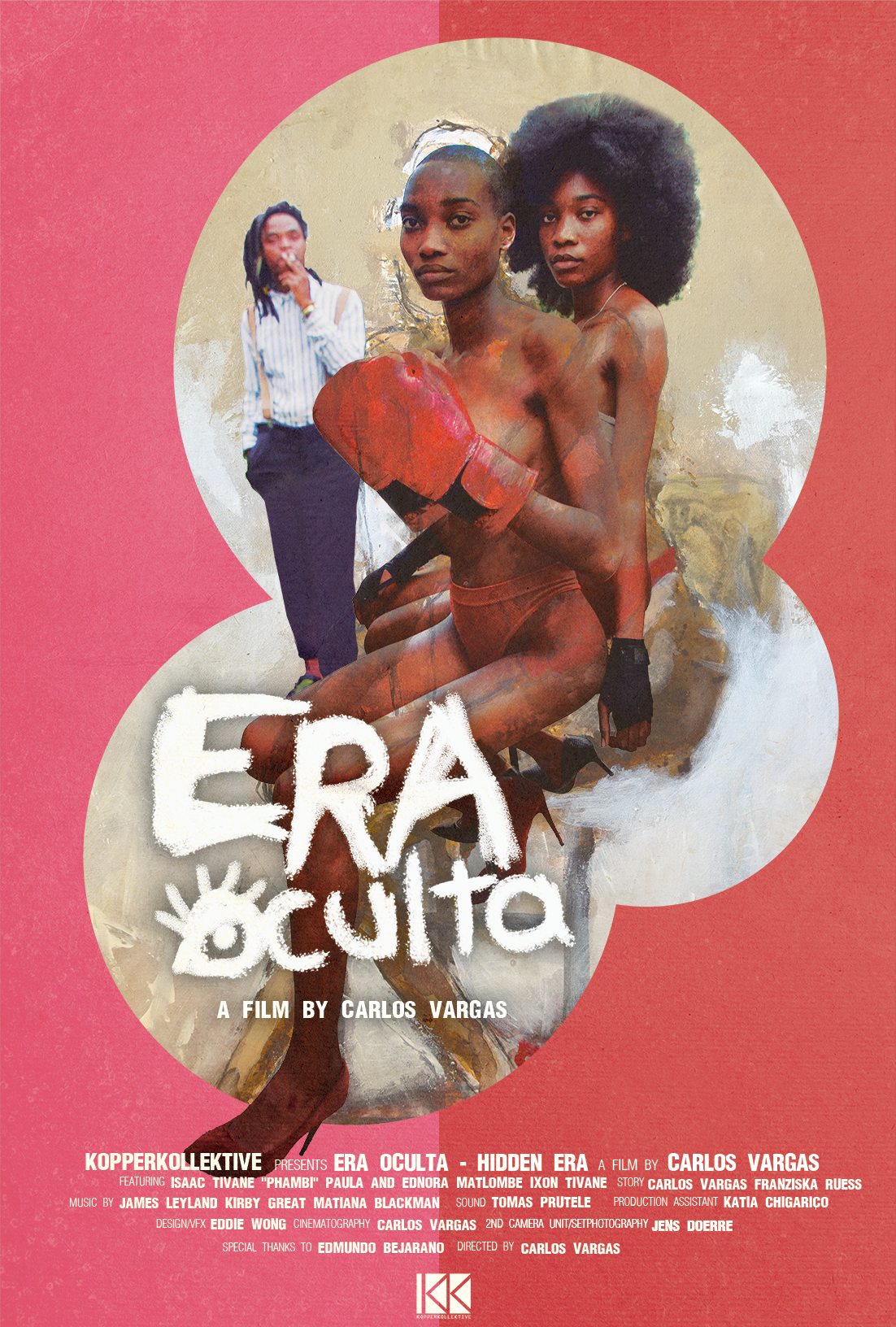
Era Oculta 2024

## Produktion
Es ist Carlos Vargas’ Debüt als Regisseur. Carlos Vargas war zuvor an mehreren Filmproduktionen als Kameramann und Produzent beteiligt. Zuletzt fungierte er als Kameramann und Produzent im Film Melody of Love.